# هورميل
هورميل (بالإنجليزية: Hormel Foods Corporation)‏ هي شركة أغذية أمريكية تأسست عام 1891 باسم George A. Hormel & Company. يقع مقر الشركة الرئيسي في أوستن، مينيسوتا. وهي مدرجة في بورصة نيويورك.

## وصلات خارجية
- الموقع الرسمي